# St. Josef (Hörnum)

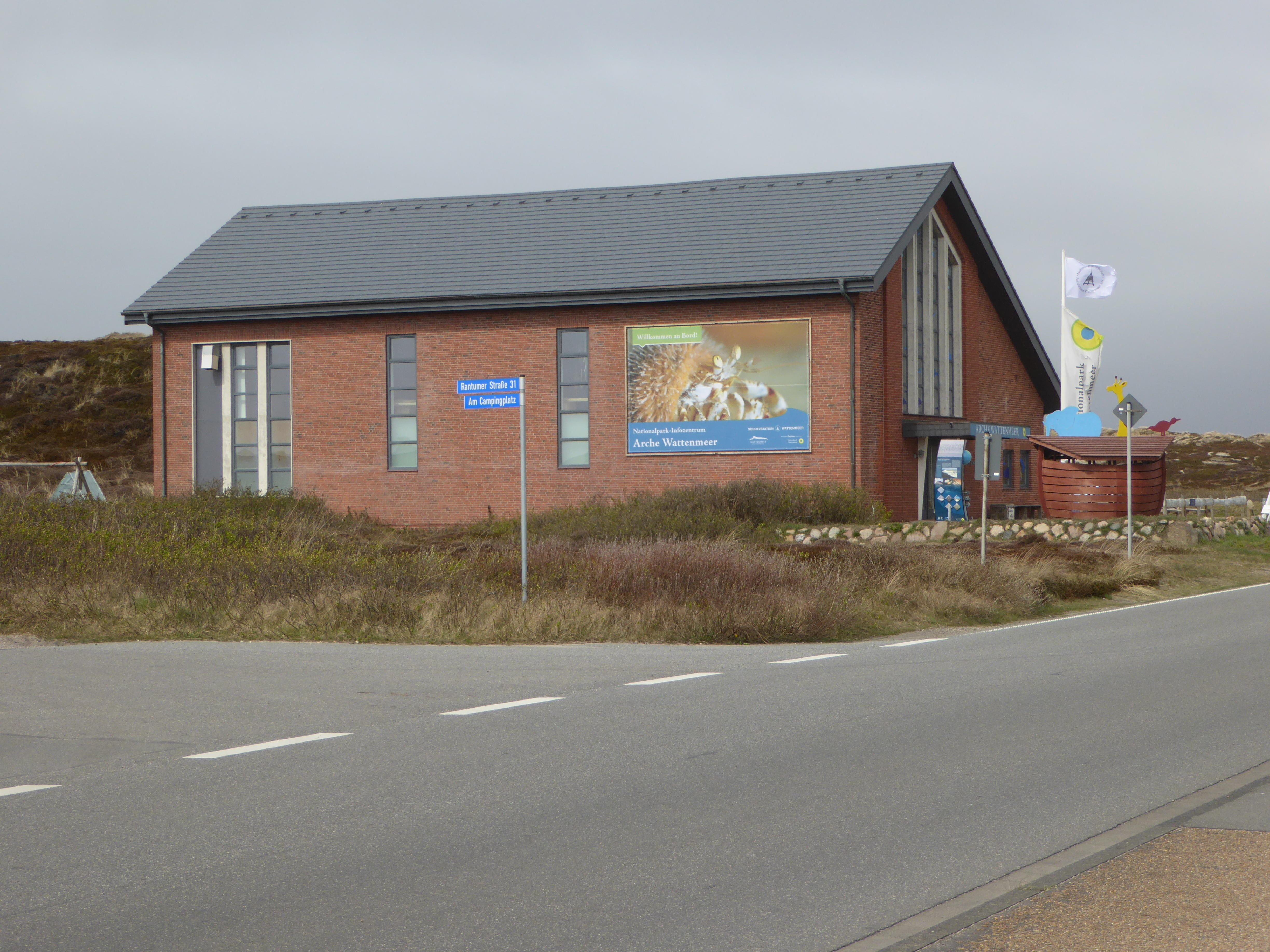
Die ehemalige Kirche St. Josef

Die St.-Josefs-Kirche in Hörnum auf Sylt war eine römisch-katholische Filialkirche. Die 1962 erbaute und 2008 profanierte kleine Backstein-Saalkirche beherbergt seit 2013 das Nationalpark-Haus Arche Wattenmeer der Schutzstation Wattenmeer.

## Geschichte
Nach dem Zweiten Weltkrieg kamen in großer Zahl katholische Heimatvertriebene sowie Bundeswehrangehörige nach Hörnum. Für sie und die Urlaubsgäste wurde zunächst in behelfsmäßigen Räumen Gottesdienst gehalten. Am 9. September 1962 wurde die Josefs-Kirche geweiht. Sie gehörte zur Pfarrei St. Christophorus (Westerland).
Nachdem die Kirche in Hörnum immer weniger genutzt wurde und 1999 in Westerland eine moderne neue Kirche gebaut worden war, erfolgte 2008 die Profanierung, und das Projekt der Nutzung als Wattenmeerhaus wurde entwickelt. Das Gebäude mit 300 m² Ausstellungsfläche wurde für zunächst 30 Jahre an die Schutzstation Wattenmeer verpachtet. Die Umgestaltung finanzierten die Naturschutzgesellschaft Schutzstation Wattenmeer e.V., die ökumenische Umweltstiftung des Erzbistums Hamburg und der Evangelisch-Lutherischen Kirche in Norddeutschland sowie das Land Schleswig-Holstein. Die Franz-Breil-Orgel wurde 2009 durch den Orgelbaumeister Andreas Junker in der Kirche St. Pauli in Gistenbeck wiederaufgebaut.
Am 3. Juli 2013 eröffnete Detlef Hansen von der Nationalparkverwaltung zusammen mit Erzbischof Werner Thissen und dem Bischofsvertreter im evangelisch-lutherischen Sprengel Schleswig und Holstein Gothart Magaard die neue Nationalpark-Ausstellung Arche Wattenmeer.